# Im Reiche des Indra
Im Reiche des Indra ist eine Operette in zwei Akten von Paul Lincke nach einem Libretto von Heinrich Bolten-Baeckers und Hans Brennecke. Uraufführung war am 18. Dezember 1899 im Apollo-Theater (Berlin).

## Orchester
Zwei Flöten, zwei Oboen, zwei Klarinetten, zwei Fagotte, vier Hörner, zwei Trompeten, drei Posaunen, eine Harfe, Schlagwerk und Streicher

## Handlung
Die Operette spielt in dem fiktiven Inselreich „Muckipur“ zwischen Vorder- und Hinterindien zur Zeit der Uraufführung, also an der Wende zwischen dem 19. und dem 20. Jahrhundert.
Haushofmeister Puffetius ist zu Ohren gekommen, dass der Fähnrich Bhimo ein Auge auf die Königin geworfen hat und nun beabsichtigt, ihr heimlich ein Ständchen zu bringen. Als er diese Neuigkeit seinem Herren erzählt, wird der König zornig. Bhimo befürchtet Schlimmes und ergreift die Flucht.
Im Königreich Muckipur ist zurzeit Gustav Steinbock zu Gast, ein rasender Reporter aus dem fernen Berlin. Er hat sich erfolgreich um eine Audienz beim König beworben. Dabei berichtet der König von allerlei Problemen in seiner Ehe: Königin Sita habe nur Respekt vor Männern, die sich als Helden hervorgetan hätten. In eine solche Schublade passe er jedoch nicht, weshalb seine Frau sich seit seiner Heirat weigere, mit ihm zu schlafen. Sitas Vater habe ihm die Tochter nur wegen seines Reichtums zur Gattin gegeben.
Zufällig treffen Gustav Steinbock und Fähnrich Bhimo aufeinander. Dabei müssen die zwei feststellen, dass sie sich schon einmal vor ein paar Jahren in Berlin kennengelernt haben. Als der Reporter erfährt, dass Bhimo heimlich immer noch Kontakt zur Königin unterhält, bittet er ihn, mit ihr ein Treffen zu arrangieren. Seine Zeitung in Berlin wäre sicher hocherfreut, wenn er in seinen Bericht über das Königreich Muckipur auch eine Fotografie der Königin einfließen lassen könnte. Bhimo sichert dem Reporter Hilfe zu und führt ihn zu Kultusminister Dschajadewa. Diesem ist Gustav Steinbock auf Anhieb sympathisch, weshalb er ihm einen wertvollen Ring mit magischen Kräften vermacht, die ihm in jeder Gefahr zu Hilfe kämen. Von derlei Art gebe es nur zwei im gesamten Königreich. Eine Audienz bei der Königin kommt zwar nicht zustande, aber es gelingt dem Reporter, sie heimlich nackt beim Baden auf seinen Film zu bannen.
Sitas Vater hat von dem Skandal im Königreich Muckipur gehört und verlangt seine Tochter zurück. Zum Trotz bricht König Muckipur einen Krieg vom Zaun und zieht mit den Amazonen seiner Frau in die Schlacht. Endlich kann auch er eine Heldentat vollbringen. Als er wieder nach Hause kommt, wird er von seinem Volk als strahlender Sieger begrüßt. Nun will sich der König am Reporter aus Berlin wegen dessen pikanter Fotos rächen. Er befiehlt, ihn den Tigern zum Fraß vorzuwerfen. Der magische Ring rettet nun Gustav Steinbock das Leben. Nun ist es ihm doch noch vergönnt, sein geliebtes Berlin wiederzusehen. Zum Abschied vermacht er seinen Ring der Königin. Weil deren Gatte den zweiten Ring dieser Sorte trägt und nach der Sage den Trägern das gleiche Schicksal beschieden sei, werden am Ende der Operette der König und die Königin ein richtiges Paar.

## Musik
Nach Frau Luna ist Im Reiche des Indra Paul Linckes erfolgreichste Operette. Gemeinsam sind den beiden Werken, dass sie Schlager enthalten, die zu Evergreens geworden sind und auch noch heute – losgelöst vom Bühnenstück – oft gespielt werden und im Rundfunk erklingen. Die bekanntesten sind:
- Wenn auch die Jahre enteilen ... es war einmal
- Heimlich still und leise kommt die Liebe
- Bis früh um fünfe, süße Maus, da gehn wir sicher nicht nach Haus